# ATP Challenger Traralgon
Das ATP Challenger Traralgon (offizieller Name: Latrobe City Traralgon Challenger) war ein Tennisturnier in Traralgon, das zwischen 2013 und 2019 sowie 2022 jährlich im Rahmen der ATP Challenger Tour ausgetragen wurde. Gespielt wurde im Freien auf Hartplatz.

## Liste der Sieger

### Einzel
| Jahr                | Sieger              | Finalgegner        | Ergebnis        |
| ------------------- | ------------------- | ------------------ | --------------- |
| 2022                | Tomáš Macháč        | Björn Fratangelo   | 7:62, 6:3       |
| 2020–2021: abgesagt |                     |                    |                 |
| 2019                | Marc Polmans        | Andrew Harris      | 7:5, 6:3        |
| 2018                | Jordan Thompson (2) | Yoshihito Nishioka | 6:3, 6:4        |
| 2017                | Jason Kubler        | Alex Bolt          | 2:6, 7:66, 7:63 |
| 2016                | Jordan Thompson (1) | Grega Žemlja       | 6:1, 6:2        |
| 2015                | Matthew Ebden       | Jordan Thompson    | 7:5, 6:3        |
| 2014                | Bradley Klahn       | Jarmere Jenkins    | 7:65, 6:1       |
| 2013                | Yuki Bhambri        | Bradley Klahn      | 6:713, 6:3, 6:4 |

### Doppel
| Jahr                | Sieger                        | Finalgegner                         | Ergebnis          |
| ------------------- | ----------------------------- | ----------------------------------- | ----------------- |
| 2022                | Manuel Guinard Zdeněk Kolář   | Marc-Andrea Hüsler Dominic Stricker | 6:3, 6:4          |
| 2020–2021: abgesagt |                               |                                     |                   |
| 2019                | Max Purcell Luke Saville      | Brydan Klein Scott Puodziunas       | 6:72, 6:3, [10:4] |
| 2018                | Jeremy Beale Marc Polmans     | Max Purcell Luke Saville            | 6:2, 6:4          |
| 2017                | Alex Bolt Bradley Mousley     | Evan King Nathan Pasha              | 6:4, 6:2          |
| 2016                | Matt Reid John-Patrick Smith  | Matthew Barton Matthew Ebden        | 6:4, 6:4          |
| 2015                | Dayne Kelly Marinko Matosevic | Omar Jasika Bradley Mousley         | 7:5, 6:2          |
| 2014                | Brydan Klein Dane Propoggia   | Jarmere Jenkins Mitchell Krueger    | 6:1, 1:6, [10:3]  |
| 2013                | Ryan Agar Adam Feeney         | Dane Propoggia Jose Statham         | 6:3, 6:4          |